# Joué-du-Plain
Joué-du-Plain – miejscowość i gmina we Francji, w regionie Normandia, w departamencie Orne.
Według danych na rok 1990 gminę zamieszkiwały 182 osoby, a gęstość zaludnienia wynosiła 13 osób/km² (wśród 1815 gmin Dolnej Normandii Joué-du-Plain plasuje się na 704. miejscu pod względem liczby ludności, natomiast pod względem powierzchni na miejscu 277.).